# Svensson, Svensson – i nöd och lust
Svensson, Svensson – i nöd och lust är en svensk komedi från 2011 i regi av Leif Lindblom med Allan Svensson och Suzanne Reuter i huvudrollerna. Filmen hade svensk biopremiär den 14 oktober 2011. Det är den andra filmen om familjen Svensson, även om filmen enbart fokuserar på Gustav och Lena. Filmen baseras på teaterpjäsen Svensson, Svensson på semester som 2009 sattes upp på Krusenstiernska gården i Kalmar. 

## Handling
Gustav och Lena ska fira sin 30-åriga bröllopsdag, men nu har Lena fått nog av Gustav och vill skiljas. Gustav prioriterar bara sport och ger inte Lena någon uppmärksamhet alls. Lena ger Gustav en sista chans och paret åker iväg på en kärleksweekend där Gustav måste bevisa att han älskar Lena mer än sport. Men på hotellet bor fotbollslegenden Tommy Franzén och ställer allt på sin spets för Gustav.

## Rollista
- Suzanne Reuter – Lena Svensson
- Allan Svensson – Gustav Svensson
- Peter Dalle – Tommy Franzén
- Torkel Petersson – Lars Runke
- Cecilia Hjalmarsson – Linnea
- Marie Robertson – Therese
- Daniel Träff – Sebastian
- Axel Andersson – Nils
- Peter Schildt – Björn
- Cecilia Frode – terapeut
- Nathalie Söderqvist – kommunkvinna
- Ralf Edström – sig själv
- Ronnie Hellström – sig själv
- Roland Sandberg – sig själv
- Ove Kindvall – sig själv
- Benno Magnusson – sig själv
- Björn Nordqvist – sig själv
- Arne Hegerfors – sig själv

## Mottagande
Svensson, Svensson – i nöd och lust sågs av 122 576 svenska biobesökare 2011 och blev därmed den åttonde mest sedda svenska filmen det året.

### Fotnoter
1. 1 2 3 4 5 6 7 8 9 10 11 12 13 14  Svensk Filmdatabas, Svenska Filminstitutet, läs online, läst: 24 augusti 2022.[källa från Wikidata]
2. ↑  ”Svensson, Svensson ... i nöd & lust”. Svensk filmdatabas. 14 oktober 2011. http://www.sfi.se/sv/svensk-filmdatabas/Item/?itemid=73323&type=MOVIE&iv=Basic. Läst 5 december 2016.
3. ↑  ”Arkiverade kopian”. Arkiverad från originalet den 15 januari 2025. https://web.archive.org/web/20250115182154/http://www.nojeskontoret.se/show/svensson-svensson-pa-semester/. Läst 19 november 2024.
4. ↑  http://www.teaterleo.se/svensson,-svensson-p%C3%A5-semester-46773483
5. ↑  https://www.corren.se/native/artikel/popular-humorserie-blir-lokal-teaterforestallning-i-linkoping/jp42ne7j
6. ↑  ”Filmåret i siffror 2011”. Svenska filminstitutet. https://www.filminstitutet.se/globalassets/2.-fa-kunskap-om-film/analys-och-statistik/publications/facts-and-figures/filmaret-i-siffror-2011.pdf. Läst 24 augusti 2022.